# Bad Biology
Bad Biology è un film dell'orrore del 2008 diretto da Frank Henenlotter e prodotto dal rapper R.A. the Rugged Man e da Henenlotter.

## Trama
Baz possiede un pene insaziabile, dotato di una propria personalità. Jennifer possiede sette clitoridi, ha iniziato ad avere il ciclo mestruale a cinque anni e, due ore dopo ogni rapporto sessuale, partorisce un neonato mutante. Entrambi sono divorati da una sete di sesso inestinguibile, e sono ignari dell'esistenza l'uno dell'altra. Ma ancora per poco.

## Curiosità
- L'attore protagonista Anthony Sneed è stato scoperto su MySpace[1].
- A Frank Henenlotter fu diagnosticato un cancro[2] un mese prima dell'inizio delle riprese del film. Ogni giorno doveva sottoporsi a una radioterapia prima di presentarsi sul set.

## Premi
- Phantasmagoria Award